# Diaphylla lampropyga
Diaphylla lampropyga är en skalbaggsart som beskrevs av Philippi 1864. Diaphylla lampropyga ingår i släktet Diaphylla och familjen Melolonthidae. Inga underarter finns listade i Catalogue of Life.